# Акрон (Алабама)
Акрон (енгл. Akron) град је у америчкој савезној држави Алабама. По попису становништва из 2010. у њему је живело 356 становника.

## Демографија
Према попису становништва из 2010. у граду је живело 356 становника, што је 165 (31,7%) становника мање него 2000. године.
| Група             | 2000.       | 2010.       |
| Белци             | 92 (17,7%)  | 46 (12,9%)  |
| Афроамериканци    | 422 (81,0%) | 308 (86,5%) |
| Азијати           | 0 (0,0%)    | 0 (0,0%)    |
| Хиспаноамериканци | 8 (1,5%)    | 1 (0,3%)    |
| Укупно            | 521         | 356         |